# Trzebień (województwo wielkopolskie)
Trzebień – wieś w Polsce położona w województwie wielkopolskim, w powiecie kępińskim, w gminie Łęka Opatowska. Leży przy drodze krajowej 11 Kołobrzeg – Poznań – Bytom, ok. 10 km na południowy wschód od Kępna. W miejscowości znajduje się szkoła podstawowa.
W latach 1975–1998 miejscowość położona była w województwie kaliskim.
Zobacz też: Trzebień, Trzebień Mały, Trzebieńczyce